# Saison 1 de Hart of Dixie
Chronologie
Saison 2
Cet article présente les épisodes de la première saison de la série télévisée américaine Hart of Dixie.

## Généralités
- Le 13 octobre 2011, la CW a commandé une saison complète[1].
- Au Canada, la saison a été diffusée en simultané sur CHCH-DT Hamilton, CHEK-DT Victoria et CJNT-DT Montréal.
- Au Québec, depuis le 27 août 2012 sur Séries+[2].
- En France elle est diffusée sur June[3].
- Aucune information disponible concernant la diffusion en Suisse et Belgique.

## Synopsis
Une jeune médecin hérite d'un cabinet médical d'une petite ville du Sud des États-Unis habitée par d'extravagants personnages. Dès son arrivée, elle est courtisée par un pêcheur bad-boy ainsi qu'un avocat de bonne famille qui lui dédie une chanson. Elle se lie d'amitié avec le maire et avec son aide elle essaye de se faire accepter par les habitants de cette petite ville 

## Distribution

### Acteurs principaux
- Rachel Bilson (V. F. : Séverine Cayron) : Dr Zoé Hart
- Jaime King (V. F. : Esther Aflalo) : Lemon Breeland
- Cress Williams (V. F. : Mathieu Moreau) : Lavon Hayes
- Wilson Bethel (V. F. : Pierre Lognay) : Wade Kinsella
- Tim Matheson (V. F. : Philippe Résimont) : Dr Bertram « Brick » Breeland
- Scott Porter (V. F. : Bruno Mullenaerts) : George Tucker

### Acteurs secondaires
- Deborah S. Craig : Shelley Ng, barmaid au "Rammer Jammer" où Wade travaille.
- Eisa Davis : Addie Pickett[4], réceptionniste du bureau de médecin.
- Nadine Velazquez : Didi Ruano, originellement réceptionniste du bureau, elle travaille pour George.
- Reginald VelJohnson : Dash DeWitt, reporter pour le journal local.
- Ross Philips : Tom Long, jeune homme intellectuel qui a le béguin pour Zoe.
- Kaitlyn Black (en) : Annabeth Nass, membre des southern belles de Lemon.
- Brandi Burkhardt (en) : Crickett, membre des southern belles de Lemon.
- McKaley Miller : Rose Hattenbarger; adolescente qui admire beaucoup Zoe.
- Claudia Lee (en) : Magnolia Breeland[5], sœur adolescente de Lemon et la plus jeune fille de Brick.
- Nancy Travis : Emmeline 'Mrs. H' Hattenbarger, réceptionniste du bureau (2 premiers épisodes). Nancy a dû quitter pour son rôle dans la sitcom Last Man Standing sur ABC[6].

### Invités
- Mircea Monroe : Tansy Truitt[7] (épisodes 7, 19 et 20)
- Wes Brown : Dr Judson Lyons, vétérinaire[8] (épisodes 7, 8, 12 et 13)
- Megan Stevenson : Gigi Godfrey[9] (épisode 8)
- Meredith Monroe : Alice Breeland[10] (épisode 10)
- Ernie Hudson : Ernie Hayes, père de Lavon[11] (épisode 15)
- Gary Cole : Dr Ethan Hart[12] (épisodes 17 et 21)
- Justin Hartley : Jesse Kinsella[13] (épisode 18)
- Scotty McCreery : lui-même[14] (épisode 19)

## Liste des épisodes

### Épisode 1:Changement de Trajectoire
- États-Unis : 26 septembre 2011 sur The CW
- Québec : 27 août 2012 sur Séries+
- France : 11 décembre 2012 sur June

- États-Unis : 1,88 million de téléspectateurs[15] (première diffusion)

- Nicholas Pryor (Dr. Harley Wilkes)

### Épisode 2:Parades et Parias
- États-Unis : 3 octobre 2011 sur The CW
- Québec : 3 septembre 2012 sur Séries+
- France : 11 décembre 2012 sur June

- États-Unis : 1,75 million de téléspectateurs[16] (première diffusion)

- Rosalie Ward : Betty Breeland

### Épisode 3:Gloire et Gombo
- États-Unis : 10 octobre 2011 sur The CW
- Québec : 10 septembre 2012 sur Séries+
- France :

- États-Unis : 1,57 million de téléspectateurs[17] (première diffusion)

- Nadine Velazquez (Didi)

### Épisode 4:Vague de Chaleur à Bluebell
- États-Unis : 17 octobre 2011 sur The CW
- Québec : 17 septembre 2012 sur Séries+

- États-Unis : 1,65 million de téléspectateurs[18] (première diffusion)

- Nadine Velazquez (Didi)

### Épisode 5:Confiance & Trahison
- États-Unis : 24 octobre 2011 sur The CW
- Québec : 24 septembre 2012 sur Séries+

- États-Unis : 2,01 millions de téléspectateurs[19] (première diffusion)

- Peter MacKenzie (prêtre)
- Kerry O'Malley (femme du prêtre)

Zoé a enfin le cabinet pour elle toute seule pendant une semaine. En même temps elle fait la connaissance du pasteur de la communauté et de sa femme. Elle leur diagnostique une syphilis, ce qui confirme ses préjugés quant aux personnes trop gentilles, qui cacheraient les secrets les plus horribles. Ainsi la rumeur court dans Bluebell que le pasteur a trompé sa femme. Mais la foi de ces habitants n'est pas changée. Zoé découvre alors la vérité et s'excuse auprès des Mayfairs, et pour la première fois elle va à l'église.

### Épisode 6:Renaissance et Omission
- États-Unis : 7 novembre 2011 sur The CW
- Québec : 1er octobre 2012 sur Séries+

- États-Unis : 1,45 million de téléspectateurs[20] (première diffusion)

- JoBeth Williams (mère de Zoe)

En revenant d'un accouchement, Zoe pense avoir percuté quelqu'un dans les bois. Seulement la personne qu'elle semble avoir vue est morte depuis un an. La nuit, croyant apercevoir cette personne à sa fenêtre, elle demande à Wade de dormir avec elle. Plus tard Rose demande à Zoe de soigner Magnolia, totalement ivre et proche d'un coma éthylique. Le lendemain en rentrant chez elle retrouve sa mère, qu'elle évitait depuis qu'elle avait appris que son vrai père était le docteur Harley Wilkes. 

### Épisode 7:La Flèche de Cupidon
- États-Unis : 14 novembre 2011 sur The CW
- Québec : 8 octobre 2012 sur Séries+

- États-Unis : 1,62 million de téléspectateurs[21] (première diffusion)

- Brian Vickers (lui-même)
- Wes Brown (Dr. Judson Lyons)

### Épisode 8:Retour au Bercail
- États-Unis : 21 novembre 2011 sur The CW
- Québec : 15 octobre 2012 sur Séries+

- États-Unis : 1,77 million de téléspectateurs[22] (première diffusion)

- Megan Stevenson (Gigi)
- Sean Carrigan (Jimmy Praboo)
- Wes Brown (Dr. Judson Lyons)

Lavon propose à Zoe d'organiser sa fête afin qu'elle puisse s'intégrer. Elle demande de l'aide à Gigi son amie de New York organisatrice de fête. Wade, George et aidé de Lemon organisent un plan contre Jimmy Praboo, celui qui les persécutaient plus jeune.
Mais à la fête de Zoe, tout tourne mal, personne n'apprécie le fait que ce ne soit pas comme les autres fois ; Lavon est déçu et Zoe finit par se disputer avec Gigi. Du côté de George et Lemon, leur blague tourne mal lorsque Jimmy effrayé en se voyant totalement bleu glisse et se casse la figure ; ils le croient mort et demandent de l'aide à Zoe. Finalement il n'a rien. Zoe retourne chez Lavon et met fin à la fête, où elle découvre Gigi et Judson ensemble au lit.

### Épisode 9:PiratesGiving
- États-Unis : 28 novembre 2011 sur The CW
- Québec : 22 octobre 2012 sur Séries+

- États-Unis : 1,9 million de téléspectateurs[23] (première diffusion)

- Eric Pierpoint (en) (père de George)

C'est Piratesgiving (thanksgiving à Bluebell). Comme la tradition le veut tout le monde se déguise en pirate et mange du poisson frit avec des frites à la place de la dinde habituelle. Les parents de George sont en ville. Tandis que le père de celui-ci essaye de le convaincre de travailler avec lui et de quitter Bluebell, la mère essaye de prendre Lemon par les sentiments pour la convaincre de quitter Bluebell, elle et George. Lemon comprend tout ce stratagème et retourne la situation contre les deux parents en jouant la petite fille en manque de parents.
Quant à Zoe elle prend en charge un petit garçon qui présente des symptômes allergiques. Elle découvre finalement que celui-ci a fait de la plongée pour trouver « le trésor » et ainsi aider ses parents en difficulté financière. George et Brick, et Zoe et Lavon, se mobilisent chacun de leur côté pour récolter de l'argent pour leur permettre de rester à Bluebell.

### Épisode 10:Paillettes et Guirlandes
- États-Unis : 5 décembre 2011 sur The CW
- Québec : 29 octobre 2012 sur Séries+

- États-Unis : 1,81 million de téléspectateurs[24] (première diffusion)

- McKaley Miller (Rose)
- Claudia Lee (Magnolia Breeland)
- Meredith Monroe (Alice Breeland)

Zoe encourage Rose à participer au Concours de Miss Cidre Cannelle bien que la petite sœur de Lemon, Magnolia Breeland (Claudia Lee), soit proche de la victoire. Bien sûr, avec Zoe qui coache Rose et Lemon qui coache Magnolia, la rivalité prend un tout nouveau sens.

### Épisode 11:L'Enfer des Belles
- États-Unis : 23 janvier 2012 sur The CW
- Québec : 5 novembre 2012 sur Séries+

- États-Unis : 1,23 million de téléspectateurs[25] (première diffusion)

- Nadine Velazquez (Didi)

Zoe essaye de mieux connaitre ses origines. Elle fait la connaissance de sa tante qui lui apprend qu'elle est une Belle. Toute cette journée elle sera sous l'ordre de chacune des Belles et si elle ne lâche pas prise elle pourra intégrer celles-ci. Elle découvre que les filles ont toutes peur de Lemon et prétendent qu'elle leur a jeté un sort pour ne pas tomber enceinte. Finalement Lemon « brisera le sort » et Zoe quoiqu'elle ait accompli toutes ses missions refusera de faire partie des Belles.

### Épisode 12:Maîtresses et Malentendus
- États-Unis : 30 janvier 2012 sur The CW
- Québec : 12 novembre 2012 sur Séries+

- États-Unis : 1,54 million de téléspectateurs[26] (première diffusion)

- Kaitlyn Black (AnnaBeth)
- Wes Brown (Judson)

Zoe est extrêmement de bonne humeur ce qui étonne tout le monde. Wade pense qu'elle ressort avec Judson car il lui envoie un bouquet de fleurs. En réalité, elle est heureuse car depuis plusieurs mois c'est la première fois qu'elle a une vraie amie (Annabeth) avec qui elle peut faire des soirées entre filles. En même temps au cabinet, elle découvre que son patient a une maîtresse (qui s'avère être Deli-Ann, ce que découvrira Lemon car celle-ci écoutait la conversation de Zoe et son patient) et se rend compte qu'elle-même est une sorte de maîtresse à cause de cette amitié secrète qu'elle entretient avec AnnaBeth, puisque celle-ci ne veut pas que les gens de Bluebell sachent qu'elle est amie avec Zoe. Elle aide notamment Annabeth à faire face à Lemon. Grâce à cela, celle-ci devient la nouvelle matrone et abandonne Zoe. 

### Épisode 13:Le Bal du Péché Mignon
- États-Unis : 6 février 2012 sur The CW
- Québec : 19 novembre 2012 sur Séries+

- États-Unis : 1,52 million de téléspectateurs[27] (première diffusion)

- Wes Brown (Judson)

### Épisode 14:Un Lourd Secret
- États-Unis : 13 février 2012 sur The CW
- Québec : 26 novembre 2012 sur Séries+

- États-Unis : 1,64 million de téléspectateurs[28] (première diffusion)

- Courtney Parks (Joelle)
- Ted Welch (Joelle's ex-boyfriend)
- Nadine Velazquez (Didi)

Depuis leur réconciliation, Didi ne fait qu'éviter Lavon. Celui-ci demande à Zoe d'essayer d'en savoir plus. Didi lui avoue ce qu'elle a trouvé ; Zoe en est choquée et demande des explications à Lavon. Mais maintenant qu'elle connaît son secret, elle n'arrive plus à regarder George dans les yeux. Seul hic, elle doit l'aider sur une affaire, et doit trouver une explication au fais que M. Sunberg croit aux aliens. Elle finit par découvrir la vérité. George, après avoir appris par quoi Lemon était passée les mois précédents, lui demande de se relaxer. Elle se retrouve au bar avec Wade qui l'embarque dans un plan totalement fou : elle se déguise en Joelle (petite amie de Wade en fuite) afin que l'ex de Joelle se rende compte que celle qu'il avait vue la nuit dernière n'était pas Joelle mais Roxy (nom que Lemon utilise) ; Lemon finalement prend du bon temps. 

### Épisode 15:Bluebell sous la Neige
- États-Unis : 20 février 2012 sur The CW
- Québec : 3 décembre 2012 sur Séries+

- États-Unis : 1,57 million de téléspectateurs[29] (première diffusion)

- Ernie Hudson (père de Lavon)
- Valarie Pettiford (mère de Lavon)

Il neige à Bluebell et les parents de Lavon lui rendent visite. Il découvre que ceux-ci se séparent. Zoe est toujours furieuse contre Wade pour sa rupture avec Judson, en même temps, elle attend que son père la rappelle. George et Lemon sont décidés à s'enfuir et à se marier dans le plus grand secret, mais Magnolia les découvre et Lemon finit par en parler à son père. 

### Épisode 16:L'Homme de l'Année
- États-Unis : 27 février 2012 sur The CW
- Québec : 10 décembre 2012 sur Séries+

- États-Unis : 1,41 million de téléspectateurs[30] (première diffusion)

- Claudia Lee (Magnolia Breeland)

George est élu MOTY ("Man Of The Year") ce qui surprend tout le monde et en particulier Lavon et Brick. Pour l'occasion, avec les conseils de Zoe, George invite son père pour fêter sa réussite. Pendant la fête qu'organise Lavon toutes les années en l'honneur du MOTY, celui-ci ne sait quoi dire, c'est Zoe qui parlera à sa place pour lui "sauver la peau". Mais celle-ci finit par s'emporter dans son discours et tout le monde apprend qu'elle a des sentiments pour Georges. 

### Épisode 17:L'Opération et la Confrontation
- États-Unis : 9 avril 2012 sur The CW
- Québec : 17 décembre 2012 sur Séries+

- États-Unis : 1,2 million de téléspectateurs[31] (première diffusion)

- Gary Cole (Ethan Hart)
- Eric Pierpoint (en) (père de George)
- John Marshall Jones (propriétaire du bar)
- Deborah S. Craig (Shelley Ng)

### Épisode 18:Enterrement de Vie de Célibataire
- États-Unis : 16 avril 2012 sur The CW
- Québec : 24 décembre 2012 sur Séries+

- États-Unis : 1,37 million de téléspectateurs[32] (première diffusion)

- Justin Hartley (Jesse Kinsella)
- Claudia Lee (Magnolia Breeland)

### Épisode 19:Destinée et Déni
- États-Unis : 23 avril 2012 sur The CW
- Québec : 31 décembre 2012 sur Séries+

- États-Unis : 1,28 million de téléspectateurs[33] (première diffusion)

- Scotty McCreery (lui-même)

### Épisode 20:De Grandes Espérances
- États-Unis : 30 avril 2012 sur The CW
- Québec : 7 janvier 2013 sur Séries+

- États-Unis : 1,39 million de téléspectateurs[34] (première diffusion)

- Drew Koles (Frederick Dean)
- Peter Mackenzie (Reverend Mayfair)

### Épisode 21:Catastrophes Naturelles
- États-Unis : 7 mai 2012 sur The CW
- Québec : 14 janvier 2013 sur Séries+

- États-Unis : 1,37 million de téléspectateurs[35] (première diffusion)

- Gary Cole (Ethan Hart)

### Épisode 22:Le Grand Jour
- États-Unis : 14 mai 2012 sur The CW[36]
- Québec : 21 janvier 2013 sur Séries+

- États-Unis : 1,6 million de téléspectateurs[37] (première diffusion)